# Звёздный мост
Харьковский международный фестиваль фантастики «Звёздный мост» (ХМФФ «Звёздный мост») — ежегодный фестиваль писателей-фантастов, на котором происходило награждение премиями русскоязычных фантастических произведений, увидевших свет в минувшем году. Проводился с 1999 по 2012 год в Харькове в середине сентября. Фестиваль являлся одним из наиболее популярных в СНГ фантастических конвентов, его проведение широко освещалось украинскими и российскими СМИ.
Первому проведению фестиваля в 1999 году предшествовало 10-летнее участие будущих членов оргкомитета в городском клубе любителей научной фантастики «Контакт».

Диплом «Звёздного моста», 2010

## Структура
До 2009 года директором фестиваля «Звёздный мост» был Александр Золотько.
Основные организационные обязанности фестиваля возложены на оргкомитет в следующем составе (на 2009 год):
- Председатель: Николай Александрович Макаровский — кандидат физико-математических наук, доцент Харьковского национального университета им. В. Н. Каразина (ХНУ), зам. декана физического факультета, председатель Харьковского городского КЛФ «Контакт», член жюри премии «Аэлита» и приза им. И. Ефремова.
- Заместитель председателя: Аваков Арсен Борисович — бывший председатель Харьковской областной государственной администрации.
- Громов Дмитрий Евгеньевич и Ладыженский Олег Семёнович — писательский дуэт, публикующийся под псевдонимом Г. Л. Олди.
- Филюнкина Галина Владимировна (Украина, Харьков), секретарь оргкомитета
- Крафт Александр Александрович (Украина, Харьков), писатель, администратор, веб-администратор

## Премии
Премии, вручаемые на фестивале делятся на два типа: «демократические» и «авторитарные».
Демократические премии учреждаются оргкомитетом и вручаются по результатам голосования всех участников фестиваля, включая членов оргкомитета:
- Премия в номинации «Циклы, сериалы и романы с продолжением» — вручается с 1999 года; три призовых места.
- Премия в номинации «Крупная форма» (романы) — вручается с 1999 года; три призовых места.
- Премия в номинации «Дебютные книги» — вручается с 1999 года; три призовых места.
- Премия в номинации «Мастер Фэн-До» — вручается с 1999 года за лучшее изображение боевых искусств в фантастике; три призовых места: чёрный пояс 3-го дана (I место), чёрный пояс 2-го дана (II место) и чёрный пояс 1-го дана (III место).
- Премия в номинации «Портрет Дориана Грея» — вручается с 1999 года. На первом фестивале с формулировкой «за лучшую неопубликованную иллюстрацию к произведению отечественной фантастики последних 5 лет», на последующих — вручалась художникам-иллюстраторам за графику. Три призовых места.
- Премия в номинации «Эпиграмма-Ф» — вручается с 2000 года, сначала «за лучшую эпиграмму на писателя-фантаста или на фантастическое произведение», на последующих фестивалях — «за лучшую эпиграмму на современных фантастов». Три призовых места.
- Премия в номинации «Критика, публицистика и литературоведение» — премия оргкомитета фестиваля «Звёздный Мост», вручается с 2001 года (хотя в 2000 году была подобная номинация «За лучшие критические и литературоведческие статьи о фантастике»). Три призовых места.

Авторитарные премии вручаются их учредителями без голосования. К этим премиям относятся:
- премия Харьковского института чудаков;
- премия творческой мастерской «Второй блин»;
- премии Харьковского университета внутренних дел МВД Украины

и ещё ряд призов и премий.

## Лауреаты
| Номинация                                                    | I место Золотой кадуцей                                                             | II место Серебряный кадуцей                                        | III место Бронзовый кадуцей                                                                            |
| I фестиваль «Звёздный мост» 7—10 октября 1999 года           | I фестиваль «Звёздный мост» 7—10 октября 1999 года                                  | I фестиваль «Звёздный мост» 7—10 октября 1999 года                 | I фестиваль «Звёздный мост» 7—10 октября 1999 года                                                     |
| ------------------------------------------------------------ | ----------------------------------------------------------------------------------- | ------------------------------------------------------------------ | --- |
| Циклы, сериалы и романы с продолжением                       | Л. Вершинин «Сельва не любит чужих»                                                 | С. Лукьяненко «Фальшивые зеркала»                                  | М. Успенский «Кого за смертью посылать»                                                                |
| Крупная форма                                                | Е. Лукин «Зона справедливости»                                                      | С. Лукьяненко «Ночной дозор»                                       | В. Васильев, Анна Ли «Идущие в ночь»                                                                   |
| Дебютные книги                                               | Н. Большаков, А. Первушин «Собиратели осколков»                                     | В. Угрюмова «Имя богини»                                           | П. Шумилов «Одинокий Дракон»                                                                           |
| II фестиваль «Звёздный мост-2000» 14—17 сентября 2000 года   |                                                                                     |                                                                    | |
| Циклы, сериалы и романы с продолжением                       | В. Васильев, С. Лукьяненко «Дневной дозор»                                          | М. и С. Дяченко «Авантюрист»                                       | Ю. Брайдер, Н. Чадович «Губитель максаров»                                                             |
| Крупная форма                                                | М. и С. Дяченко, А. Валентинов, Г. Л. Олди «Рубеж»                                  | Е. Лукин «Алая аура протопарторга»                                 | О. Дивов «Выбраковка»                                                                                  |
| Дебютные книги                                               | Д. Скирюк «Осенний Лис»                                                             | А. Льгов «Непобедимый Олаф»                                        | В. Хлумов «Мастер дымных колец»                                                                        |
| III фестиваль «Звёздный мост-2001» 13—16 сентября 2001 года  |                                                                                     |                                                                    | |
| Циклы, сериалы и романы с продолжением                       | Ван Зайчик Хольм за 1-ю цзюань цикла «Плохих людей нет»                             | С. Лукьяненко «Близится утро»                                      | Д. Скирюк за романы «Сумерки меча», «Кровь земли» и «Драконовы сны» — продолжения романа «Осенний Лис» |
| Циклы, сериалы и романы с продолжением                       | Ван Зайчик Хольм за 1-ю цзюань цикла «Плохих людей нет»                             | С. Лукьяненко «Близится утро»                                      | В. Бурцев за романы «Алмазная реальность» и «Алмазный дождь»                                           |
| Крупная форма                                                | М. и С. Дяченко «Магам можно всё»                                                   | О. Дивов «Толкование сновидений»                                   | А. Громов «Тысяча и один день»                                                                         |
| Дебютные книги                                               | Ф. Березин «Пепел»                                                                  | Джордж Локхард за роман-дилогию «Право на ярость» — «Гнев Дракона» | Н. Игнатова «Чужая война»                                                                              |
| IV фестиваль «Звёздный мост-2002» 12—15 сентября 2002 года   |                                                                                     |                                                                    | |
| Циклы, сериалы и романы с продолжением                       | В. Васильев «Наследие исполинов»                                                    | Ф. Березин «Встречный катаклизм» и «Параллельный катаклизм»        | Ван Зайчик Хольм «Дело лис-оборотней» и «Дело победившей обезьяны»                                     |
| Крупная форма                                                | М. и С. Дяченко «Долина Совести»                                                    | А. Громов «Крылья черепахи»                                        | С. Лукьяненко «Танцы на снегу»                                                                         |
| Дебютные книги                                               | Л. Каганов «Коммутация»                                                             | Д. Казаков «Я, маг!»                                               | Г. Карпов «Выявление паразмата»                                                                        |
| V фестиваль «Звёздный мост-2003» 11—14 сентября 2003 года    |                                                                                     |                                                                    | |
| Циклы, сериалы и романы с продолжением                       | В. Васильев цикл «Ведьмак из Большого Киева»                                        | А. Пехов цикл «Хроники Сиалы»                                      | Д. Казаков «Истребитель магов»                                                                         |
| Крупная форма                                                | С. Лукьяненко «Спектр»                                                              | М. и С. Дяченко «Пандем»                                           | Ю. Брайдер, Н. Чадович «Гвоздь в башке»                                                                |
| Дебютные книги                                               | Я. Веров «Хроники Вторжения»                                                        | Р. Афанасьев «Астрал»                                              | О. Громыко «Профессия: ведьма»                                                                         |
| VI фестиваль «Звёздный мост-2004» 16—19 сентября 2004 года   |                                                                                     |                                                                    | |
| Циклы, сериалы и романы с продолжением                       | С. Лукьяненко «Сумеречный дозор»                                                    | Е. Лукин «Портрет кудесника в юности»                              | В. Васильев «Лик Чёрной Пальмиры»                                                                      |
| Крупная форма                                                | О. Дивов «Ночной смотрящий»                                                         | А. Громов, В. Васильев «Антарктида online»                         | М. и С. Дяченко «Варан»                                                                                |
| Дебютные книги                                               | О. Овчинников «Семь грехов»                                                         | Елена Бычкова, Наталья Турчанинова «Рубин Карашэхра»               | И. Ясиновская «Граница миров»                                                                          |
| VII фестиваль «Звёздный мост-2005» 15—18 сентября 2005 года  |                                                                                     |                                                                    | |
| Циклы, сериалы и романы с продолжением                       | А. Валентинов, М. и С. Дяченко, Г. Л. Олди «Пентакль»                               | В. Панов «Королевский крест»                                       | Ф. Березин «Война 2030: Красный рассвет» и «Война 2030: Пожар метрополии»                              |
| Крупная форма                                                | А. Громов «Феодал»                                                                  | О. Громыко «Верные враги»                                          | С. Прокопчик «Русские ушли».                                                                           |
| Дебютные книги                                               | А. Кубатиев «Ветер и смерть»                                                        | Л. Андронова «По велению Грома»                                    | А. Рудазов «Архимаг»                                                                                   |
| VIII фестиваль «Звёздный мост-2006» 14—17 сентября 2006 года |                                                                                     |                                                                    | |
| Циклы, сериалы и романы с продолжением                       | А. Громов «Исландская карта»                                                        | Алексей Пехов «Искатели ветра», «Ветер полыни»                     | Ф. Березин «Война 2030. Атака Скалистых Гор»                                                           |
| Крупная форма                                                | Д. Трускиновская «Шайтан-звезда»                                                    | О. Громыко «Цветок камалейника»                                    | М. и С. Дяченко «Дикая энергия. Лана»                                                                  |
| Дебютные книги                                               | Шимун Врочек «Сержанту никто не звонит»                                             | С. Слюсаренко «Тактильные ощущения»                                | И. Поль «Ангел-Хранитель 320»                                                                          |
| IX фестиваль «Звёздный мост-2007» 13—16 сентября 2007 года   |                                                                                     |                                                                    | |
| Циклы, сериалы и романы с продолжением                       | В. Рыбаков «Звезда Полынь»                                                          | В. Панов «День Дракона»                                            | Ф. Березин «Создатель Чёрного корабля»                                                                 |
| Крупная форма                                                | М. и С. Дяченко «Vita Nostra»                                                       | Д. Скирюк «Блюз Чёрной Собаки»                                     | В. Васильев «Сокровище „Капудании“»                                                                    |
| Дебютные книги                                               | С. Малицкий «Миссия для чужеземца»                                                  | С. Палий «Изнанка»                                                 | М. Назаренко «Новый Минотавр»                                                                          |
| X фестиваль «Звёздный мост-2008» 11—14 сентября 2008 года    |                                                                                     |                                                                    | |
| Циклы, сериалы и романы с продолжением                       | Я. Веров, И. Минаков «Десант на Европу»                                             | А. Громов «Русский аркан»                                          | О. Громыко «Белорские хроники»                                                                         |
| Крупная форма                                                | Д. Казаков «Охота на сверхчеловека»                                                 | С. Логинов «Россия за облаком»                                     | М. и С. Дяченко «Медный король»                                                                        |
| Дебютные книги                                               | Я. Веров, И. Минаков «Десант на Сатурн, или Триста лет одиночества»                 | Д. Колодан «Другая сторона».                                       | И. Наумов «Обмен заложниками».                                                                         |
| XI фестиваль «Звёздный мост-2009» 17—20 сентября 2009 года   |                                                                                     |                                                                    | |
| Циклы, сериалы и романы с продолжением                       | О. Громыко «Год Крысы. Видунья»                                                     | М. и С. Дяченко «У зла нет власти»                                 | Я. Валетов «Школа негодяев»                                                                            |
| Крупная форма                                                | С. Лукьяненко «Недотёпа»                                                            | М. Галина «Малая Глуша»                                            | А. Громов «Шанс для динозавра»                                                                         |
| Дебютные книги                                               | Д. Колодан, К. Шаинян «Жизнь чудовищ» (дебютант — только К. Шаинян)                 | Н. Щерба «Быть ведьмой»                                            | Шимун Врочек, В. Обедин «Дикий Талант». (дебютант — только В. Обедин)                                  |
| XII фестиваль «Звёздный мост-2010» 16—19 сентября 2010 года  |                                                                                     |                                                                    | |
| Циклы, сериалы и романы с продолжением                       | О. Громыко «Год Крысы. Путница» (2-я книга романа)                                  | Ф. Березин «Война 2011. Против НАТО»                               | В. Панов «Продавцы невозможного»                                                                       |
| Крупная форма                                                | Д. Казаков «Русские боги»                                                           | К. Шаинян «Долгий путь на Бимини»                                  | М. Успенский «Райская машина»                                                                          |
| Дебютные книги                                               | А. Кирсанов (псевдоним Юлии Гавриленко и Марины Дробковой) «Первый судья Лабиринта» | М. Петросян «Дом, в котором…»                                      | М. Хорсун «Ушелец»                                                                                     |
| XIII фестиваль «Звёздный мост-2011» 15—18 сентября 2011 года |                                                                                     |                                                                    | |
| Циклы, сериалы и романы с продолжением                       | Мерси Шелли «2048»                                                                  | Н. Щерба «Часовой ключ»                                            | Л. Астахова, Я. Горшкова «Помни о жизни»                                                               |
| Крупная форма                                                | О. Дивов «Симбионты»                                                                | В. Данихнов «Девочка и мертвецы»                                   | Т. Скоренко «Сад Иеронима Босха»                                                                       |
| Дебютные книги                                               | Б. Георгиев «Охота на Улисса»                                                       | И. Вереснев «Лунный зверь»                                         | Н. Цюрупа «Человек человеку»                                                                           |